# Cardiestra gobideserti
Cardiestra gobideserti är en fjärilsart som beskrevs av Zoltan Varga 1973. Cardiestra gobideserti ingår i släktet Cardiestra och familjen nattflyn. Inga underarter finns listade i Catalogue of Life.